# Karl-Liebknecht-Stadion
Karl-Liebknecht-Stadion (potocznie Karli) – stadion piłkarski w Poczdamie, w Niemczech. Obiekt może pomieścić 10 499 widzów (z czego 1 472 to miejsca siedzące). Został otwarty 10 lipca 1976 roku, choć już przed budową obiektu na jego miejscu funkcjonowało boisko. Stadion położony jest w dzielnicy Babelsberg, na skraju parku Babelsberg. Nosi imię Karla Liebknechta. Na obiekcie swoje spotkania rozgrywa drużyna SV Babelsberg 03 oraz kobiecy zespół 1. FFC Turbine Poczdam.